# コロン (菓子)
コロンは、江崎グリコが発売している菓子。円筒形のワッフル（サクサクの薄焼きクッキー）の芯部分にクリーム等が充填されている。特に「クリームコロン」は古くから人気を博しているロングセラーの商品である。通常売られているのは100～140円の標準サイズの箱（2005年以降は丸みを帯びた箱になっている）と、150～200円の中型サイズの箱（小袋6袋入り）である。また、地域限定の味のコロンが全国各地で売られており、手軽なお土産の定番となっている。パッケージのロゴにはCooper Blackと呼ばれるフォントを採用。

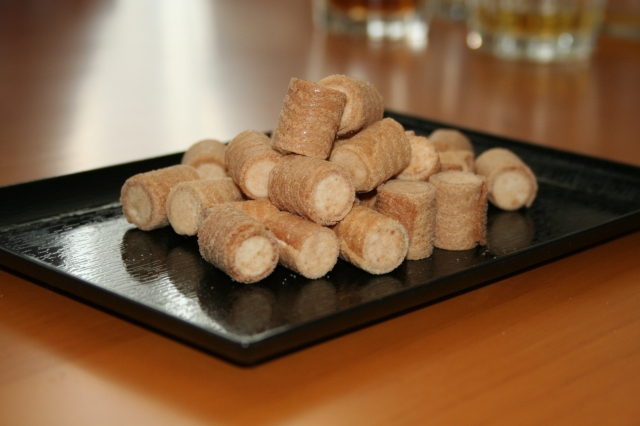
クリームコロン

## 発売中の商品
2025年2月現在。
近年は、レギュラー商品として、丸みを帯びた箱に入っているもの2種（クリームコロン+1種）と、小袋6袋入りが入った箱（クリームコロン+1種）が店頭に並んでいる。
- 小箱タイプ（丸みを帯びた箱）
  - クリームコロン＜ミルク＞
  - クリームコロン＜チョコ＞
- 大箱タイプ（2辺に丸み）：小袋6袋入り
  - クリームコロン＜ミルク＞
  - クリームコロン＜カフェオレ＞
- ミニパック
  - クリームコロン
- 大袋タイプ：小袋11袋入り
  - クリームコロン＜ミルク＞

## 時期限定商品
- どっちでもかぶりつきコロン
  - チョコとクリーム
  - いちごとミルク

従前の長い1本タイプの中央部分で味が分かれている。2011年・2012年に1月から節分の時期まで販売。

## 地域限定商品
1998年から順次、各地の駅・空港・サービスエリア・土産物屋などで、それぞれの地域限定の商品が売り出されている。大型の箱は1050円で、レギュラー商品に比べて割高であるが、それぞれの土地の特徴を活かした味が楽しめる。近年は小さな化粧箱入りのセットが売り出されている。売価は630円。値引きされて売られることは少ない（カード提示により全品10%OFFになる売店などはある）が、沖縄のパインコロンについては、国際通りなど土産物屋の競争が激しい地区においては840円程度で売られることが多いほか、小袋がばら売りされていることもある。
大型箱（小袋18袋入り）
- 宇治抹茶コロン（近畿地区限定）
- つがる林檎コロン（東北地区限定）
- 信州あんずコロン（信州地区限定）
- パインコロン（沖縄県限定）
- 銀座かすたあどコロン（東京限定）

中型箱（小袋10袋入り）
- ポンジュースコロン（四国地区限定）

化粧箱6箱セット
- あんこコロン（北陸地区限定）
- 北海道カマンベールチーズコロン（北海道限定）
- つがる林檎コロン（東北地区限定）
- 信州あんずコロン（信州地区限定）
- 神戸北野の珈琲コロン（近畿地区限定）
- ポンジュースコロン（四国地区限定）
- パインコロン（沖縄県限定）
- とちおとめ苺コロン（関東地区限定）

六角柱箱（小袋6袋入り）
- ポンジュースコロン（四国地区限定）

小袋6袋セット
- とちおとめ苺コロン（関東地区限定）

## ぐりこ・や限定商品
- コロンの棒
- コロンの棒 チョコとクリーム
- コロンの棒 いちごミルク
- コロンの棒 カスタードプリン
- コロンの棒 濃厚レアチーズケーキ

現行のものは蓋の深さが7cmで、旧来の3.5cmのものより深い蓋となっている。
- コロンのバウムクーヘン

「シルシルミシル」で紹介された際に試食した次長課長の井上聡から「（口の中の水分が）持ってかれる」と評されたので、材料と製造方法を見直して「新コロンのバウムクーヘン」を製造。2009年3月25日から発売。
- クリームコロン大箱（20袋入り）

## 世界のコロン
中国・タイ・ハワイではコロンが現地法人により製造・販売されている。日本とはラインナップが異なる。また、オーストラリアなど各国の輸入食料品店において、タイ語などが付されたパッケージのコロンを目にする。
タイ
- レモンバターコロン　（以前でも発売されていた。）
- ベーリーチーズケーキコロン

中国 (可瓏)
- 広東飲茶マンゴープリンコロン
- 天津甘栗コロン
- ミルクコーヒーコロン　（以前でも発売されていた。）
- エッグタルトコロン
- ココナッツ燕の巣コロン
- バナナチョココロン

ハワイ
- コナコーヒーコロン

## 過去に発売された商品
通常売られる商品であっても、クリームコロン以外の味については頻繁にラインナップが入れ替わる。特に2002年以降は新製品が多いうえ、同時に販売されるのは高々3種程度である。マイナーチェンジを繰り返すチョコレート味・いちご味の系統はともかく、その他の味については事実上期間限定商品といえる。
- 小箱タイプ

| 形状 | 色   | 商品名                           | 英語表記            | サブタイトル                       | キャッチフレーズ                                                 | 発売時期 | 内容量 |
| ---- | ---- | -------------------------------- | ------------------- | ---------------------------------- | ---------------------------------------------------------------- | -------- | ------ |
| 角   | 黄   | クリームコロン                   | Cream Collon        | ふわふわクリームのコロン           |                                                                  |          | 96     |
| 角   | 薄青 | チョコレートコロン               | Chocolate Collon    | ふわふわクリームのコロン           |                                                                  |          | 96     |
| 小角 | 桃   | いちごコロン                     | Strawberry Collon   | ふわふわクリームのコロン           | いちご果肉10％使用                                               |          | 48     |
| 角   | 薄紫 | ブルーベリーヨーグルトコロン     | Blueberry Collon    | ブルーベリーヨーグルトのコロン     |                                                                  | 1999     | 86     |
| 小角 | 黄   | バナナのコロン                   | Collon              | バナナのコロン                     |                                                                  | 2000     | 48     |
| 小角 | 桃   | いちごミルクのコロン             | Collon              | いちごミルクのコロン               |                                                                  | 2000     | 48     |
| 角   | 朱   | マンゴーシトラスコロン           | Mango Citrus Collon | マンゴーとシトラスフルーツのコロン |                                                                  | 2002     | 60     |
| 角   | 青   | フロマージュコロン               | Collon              | フロマージュのコロン               | チーズケーキ味                                                   | 2002     | 55     |
| 角   | 乳白 | クリームコロン                   | CREAM Collon        | ふわふわクリームのコロン           |                                                                  | 2002     | 60     |
| 角   | 桃   | 桃のコロン                       | Peach Collon        | ふわふわ桃のコロン                 | まきまきワッフルとふわふわクリームのここころコロンをめしあがれ。 | 2003     | 55     |
| 角   | 薄黄 | クリームコロン                   | Cream Collon        | ふわふわクリームのコロン           | まきまきワッフルとふわふわクリームのここころコロンをめしあがれ。 | 2003     | 60     |
| 角   | 赤茶 | コロン クリーミーマロン          | Marron Collon       | ふわふわマロンのコロン             | まきまきワッフルとふわふわクリームのここころコロンをめしあがれ。 | 2003     | 55     |
| 角   | 桃   | ラズベリーコロン                 | Raspberry Collon    | ふわふわラズベリーのコロン         | ラズベリーが甘酸っぱ～い！                                       | 2003     | 65     |
| 角   | 山吹 | クリームコロン                   | Cream Collon        | ふわふわクリームのコロン           | ミルク仕立てで甘さすっきり！                                     | 2004     | 70     |
| 角   | 青   | チョコレートコロン Crispy        | Collon              | チョコレートコロン                 | まきまきワッフルがカリッと香ばしい！                             | 2004     | 65     |
| 角   | 水   | プリンコロン                     | Pudding Collon      | ふわふわプリンコロン               | カスタードプリンのおいしさ！                                     | 2004     | 65     |
| 角   | 青   | チョコパフコロン                 | CHOCO PUFF Collon   | パフ＆クラッシュアーモンド入り     | かるくて香ばしい！                                               | 2005     | 65     |
| 角丸 | 黄緑 | 抹茶ミルクコロン                 | Collon              | ふわふわクリームのコロン           | NEW!                                                             | 2006     | 65     |
| 角丸 | 桃   | さくらんぼコロン                 | Collon              | ふわふわクリームのコロン           | 東北夏祭り限定                                                   | 2006     | 65     |
| 角丸 | 青   | ダブルチョココロン               | Collon              | ふわふわクリームのコロン           | New!                                                             | 2006     | 65     |
| 角丸 | 黄   | クリームコロン                   | Cream Collon        | ふわふわクリームのコロン           | NEW!                                                             | 2006     | 70     |
| 角丸 | 緑   | メロンコロン                     | Melon Collon        | ふわふわクリームのコロン           |                                                                  | 2006     | 65     |
| 角丸 | 青   | ダブルチョココロン               | Collon              | ふわふわクリームのコロン           |                                                                  | 2007     | 65     |
| 角丸 | 濃桃 | ストロベリーコロン               | Strawberry Collon   | ストロベリークリームのコロン       | ピンクのストロベリーワッフル                                     | 2008     | 60     |
| 角丸 | 黄   | クリームコロン                   | Cream Collon        | ふわふわクリームのコロン           |                                                                  | 2008     | 65     |
| 角丸 | 朱   | チョコナッツコロン               | Collon              | アーモンドが香ばしいコロン         |                                                                  | 2008     | 60     |
| 角丸 | 黄   | クリームコロン                   | Cream Collon        | ふわふわクリームのコロン           | ワッフル仕立て                                                   | 2009     | 60     |
| 角丸 | 朱   | チョコレートコロン               | Collon              | ワッフル仕立て                     |                                                                  | 2009     | 60     |
| 角丸 | 赤   | メープルコロン                   | Collon              | ふわふわクリームのコロン           | ワッフル仕立て                                                   | 2010     | 60     |
| 角丸 | 桃   | いちごヨーグルトコロン           | Collon              | ふわふわクリームのコロン           | つぶつぶ食感のクリーム！                                         | 2011     | 60     |
| 角丸 | 茶   | カフェオレコロン                 | Cream Collon        | ふわふわクリームのコロン           | つぶつぶ食感のクリーム！                                         | 2011     | 60     |
| 角丸 | 黄   | クリームコロン                   | Cream Collon        | ふわふわクリームのコロン           | クリームのおいしさUP!                                            | 2011     | 60     |
| 角丸 | 赤   | メープルコロン                   | Collon              | ふわふわクリームのコロン           |                                                                  | 2011     | 60     |
| 角丸 | 桃   | 濃厚いちごコロン                 | Collon              | ふわふわクリームのコロン           | いちご果肉20%使用                                                | 2011     | 60     |
| 角丸 | 白   | クリームコロン ミルクリッチ      | Cream Collon        | ふわふわクリームのコロン           | ミルク感たっぷりクリーム！ミルクリッチ                           | 2011     | 60     |
| 角丸 | 青   | 冷え冷えコロン 塩バニラ          | Collon              | 塩バニラ                           | ひんやりと冷たいクリーム                                         | 2012     | 60     |
| 角丸 | 水   | 冷え冷えコロン クッキー&クリーム | Collon              | クッキー＆クリーム                 | ひんやりと冷たいクリーム                                         | 2012     | 60     |
| 角丸 | 青   | クリームコロン                   | Cream Collon        | ふわふわクリームのコロン           | バニラが香る濃厚ミルク バニラリッチ                              | 2012     | 60     |
| 角丸 | 黄緑 | 濃厚抹茶コロン                   | Collon              | ふわふわクリームのコロン           | 一番摘み抹茶使用                                                 | 2012     | 60     |
| 角丸 | 緑   | 抹茶コロン                       | Collon              | 生クリーム仕立て                   |                                                                  | 2015     | 56     |
| 角丸 | 茶   | カフェオレコロン                 | Collon              |                                    |                                                                  | 2015     | 50     |
| 角丸 | 水色 | パリふわコロン（クリーム）       | Cream Collon        |                                    |                                                                  | 2016     | 56     |
| 角丸 | 赤   | パリふわコロン（チョコ）         | Cream Collon        |                                    |                                                                  | 2016     | 56     |

- 大箱タイプ（小袋6袋入り）
  - 直方体の箱
    - クリームコロン
    - ストロベリーコロン
    - ホイップチョコレートのコロン
    - 練乳いちごコロン
    - たっぷりミルクのココアコロン
    - いちごフロマージュコロン
    - たっぷりいちごコロン

  - 2辺に丸みを帯びた箱
    - クリームコロン
    - ミルクキャラメルコロン
    - いちごカスタードコロン
    - プリンコロン (～2008/2)
    - チーズケーキコロン
    - みかんコロン
    - いちごコロン
    - 練乳いちごコロン
    - カスタードプリンコロン
    - いちごミルクコロン
    - 冷え冷えコロン　塩バニラ
    - 冷え冷えコロン　クッキー＆クリーム
    - クリームコロン　生クリーム仕立て
    - ブルーベリーコロン
    - チーズケーキコロン
    - クリームコロン＜カフェオレ＞
- ミニパック（コンビニエンスストアで売られるもの）
  - ピーチコロン
  - 練乳いちごコロン
  - 濃厚バニラコロン
  - 濃厚ダブルベリーコロン
- アソートパック（12袋）
  - 12袋入り
    - クリームコロン＋いちごカスタードコロン

  - 8袋入り
    - クリームコロン＋チーズケーキコロン
- かぶりつきコロン（袋入りの1本の棒）
  - クリーム
  - チョコ
  - イチゴ
  - チョコナッツ

恵方巻を意識した商品。2008年・2009年の1月から節分まで販売されていた。
- ぐりこ・や限定（蓋の深さ3.5cm）
  - コロンの棒
  - コロンの棒 たっぷりいちご
  - コロンの棒 ダブルチョコ
  - コロンの棒 チーズケーキ
  - コロンの棒 みかん
  - コロンの棒 チョコナッツ
  - コロンの棒 抹茶ミルク
  - コロンの棒 チョコレート
  - コロンの棒 練乳いちご
  - コロンの棒 チーズケーキ
  - コロンの棒 ミルクチョコ
  - コロンの棒 メープル
  - コロンの棒 冷え冷えコロン クッキー＆クリーム

## 名称について
「コロン」という名前は、コロコロした形の特長を表現するものである。日本で開発された菓子パンのコロネと似ているため、何らかの関係があると推測されることもある。

## コラボレーション商品
- お菓子なパズル グリコクリームコロン - ハナヤマから発売。パッケージを模したパズル。

## コロンが登場する歌
嘉門達夫の楽曲「オーマイガー!! スキスキお菓子バージョン」において、クリームコロンの中身を爪楊枝を用いて取り出して先に食べると美味しいことが歌われている。